# 루드비 로렌츠
루드비 발렌틴 로렌스(Ludvig Valentin Lorenz, 1829년 1월 18일 - 1891년 6월 9일)는 덴마크의 수학자이자 물리학자이다.